# Giuliano Bugiardini

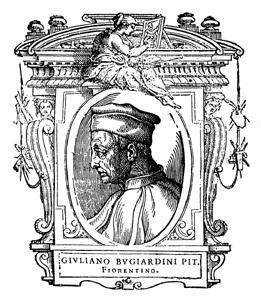
Giuliano Bugiardini, según un grabado de las Vite de Giorgio Vasari.

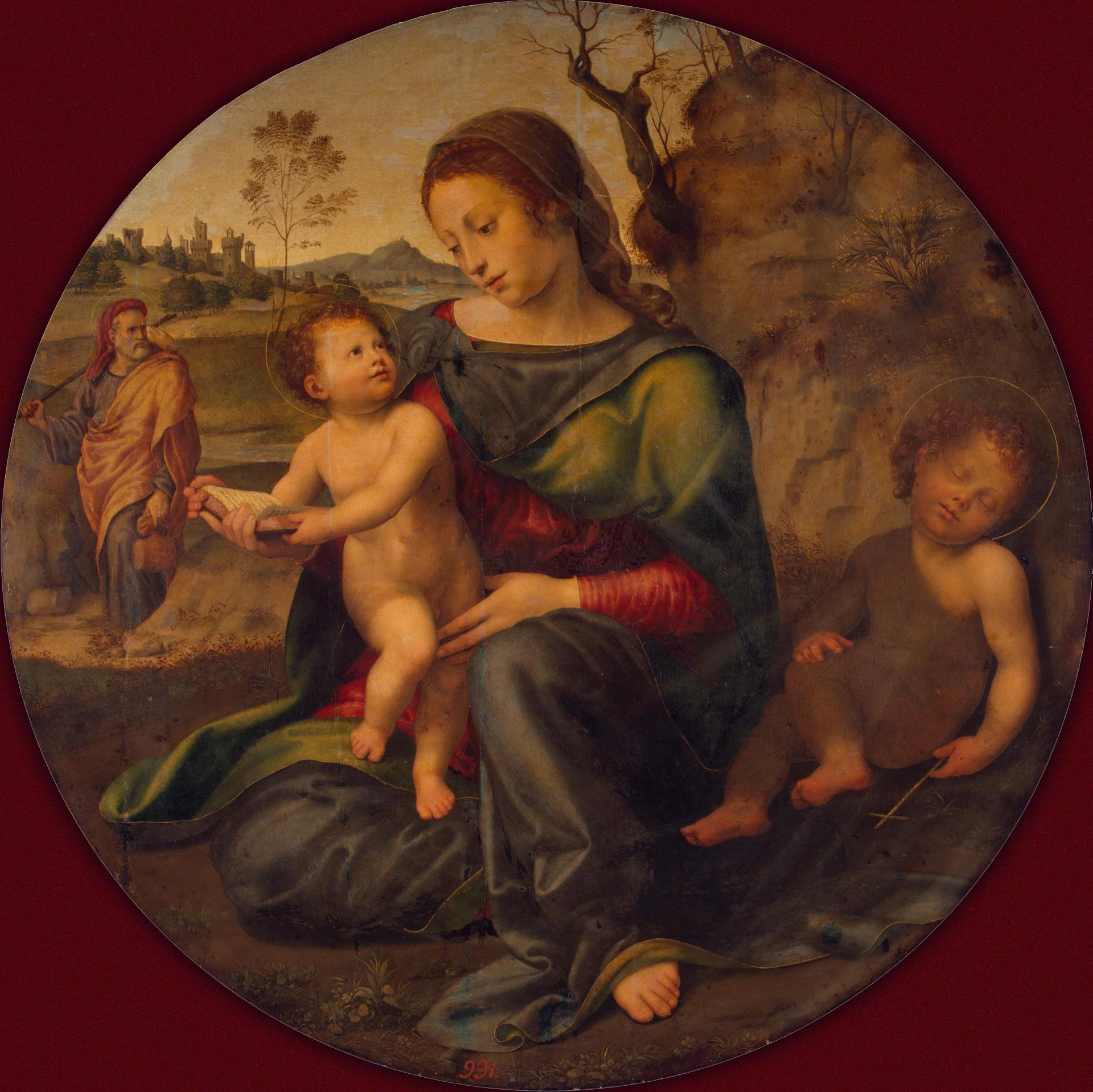
Sagrada Familia con San Juanito, Museo del Hermitage, San Petersburgo.

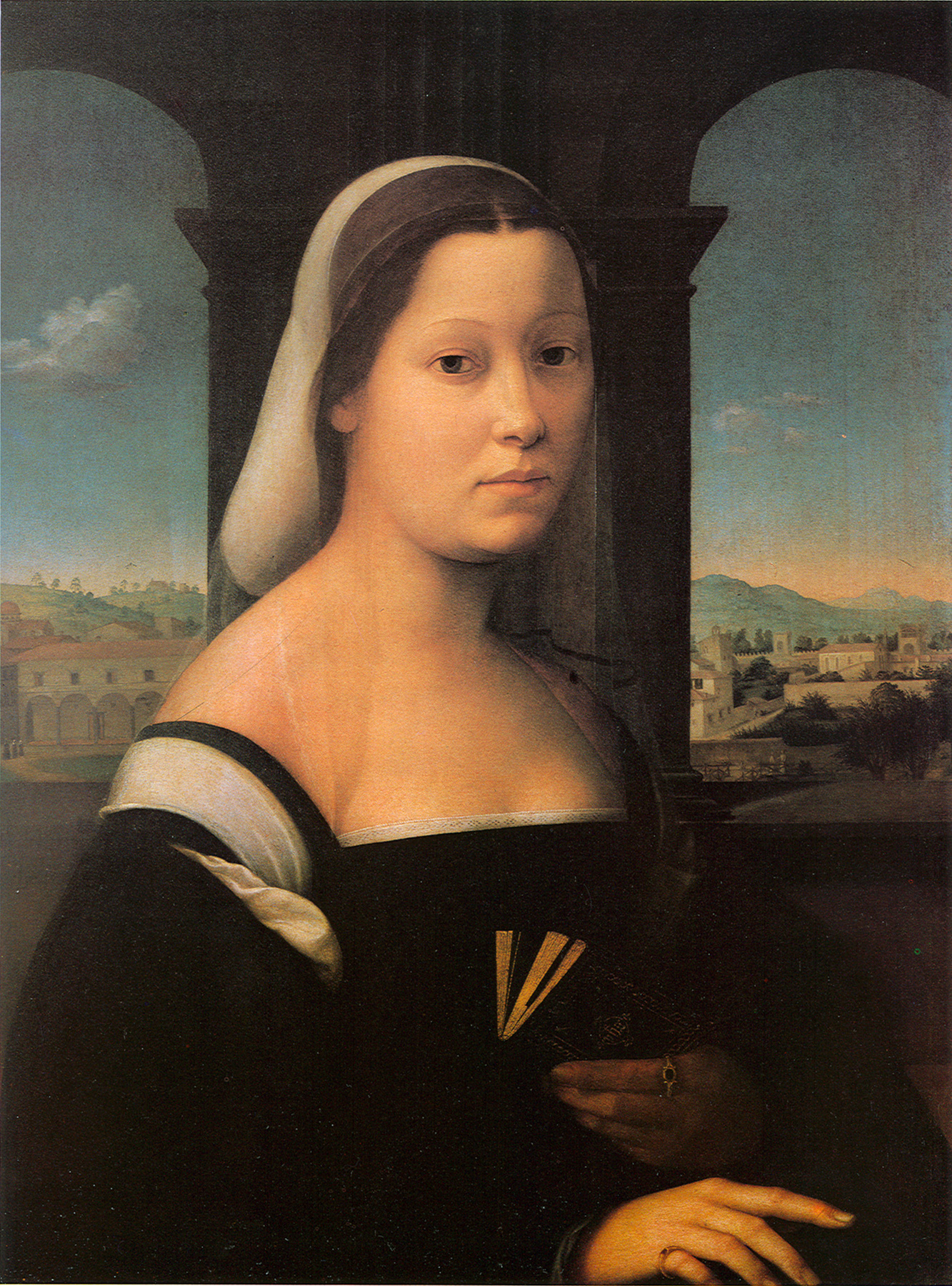
La Suora, Galleria degli Uffizi.

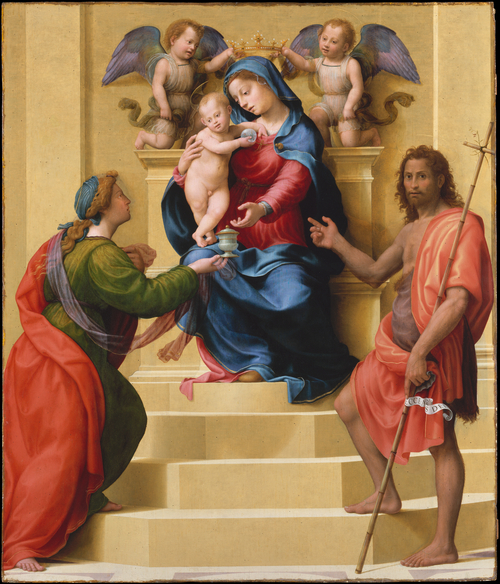
Virgen entronizada entre la Magdalena y San Juan Bautista, Metropolitan Museum, NY.

Giuliano di Piero di Simone Bugiardini (Florencia, 29 de enero de 1475-17 de febrero de 1555), fue un pintor renacentista italiano, activo fundamentalmente en Florencia.

## Biografía
Inició su aprendizaje con el escultor Bertoldo, para después pasar al taller de Domenico Ghirlandaio. En 1503 fue admitido en el gremio de los pintores florentinos, la Accademia di San Luca. Comenzó una asociación con Mariotto Albertinelli que duró hasta 1509, en que este último se unió al taller de Fra Bartolomeo.
No conocemos sus primeras obras, probablemente todavía bajo el influjo de su primeras lecciones con Ghirlandaio. Sin embargo, a partir de 1505, Bugiardini hace un esfuerzo intelectual y artístico para actualizar su propuesta pictórica, siempre bajo la dirección de Albertinelli, y después, de Rafael.
Sin embargo, su propio carácter le impidió asimilar en esencia los principios clasicistas a los que aspiraba. Con posterioridad a 1512, se convierte en un fiel seguidor de Fra Bartolomeo e incorpora muchas de sus soluciones estilísticas a su pintura. Por desgracia, sus limitaciones se traducen en una falta de armonía formal y en una dificultad insuperable para aceptar las reglas de la proporción. Este defecto afea muchas de sus obras, y aunque es un pintor con buena mano, nunca llegará a los objetivos que pretende.
Bugiardini fue invitado a la Accademia di San Marco en los Jardines Mediceos, donde se convirtió en amigo y seguidor de Michelangelo. Vasari menciona una breve colaboración de Bugiardini en la decoración de la Capilla Sixtina hacia 1508.
También trabajó en Bolonia en 1526-1530.
Vuelto a Florencia en 1531, allí concluye su Rapto de Dina, a partir de bocetos de Fra Bartolomeo. De sus obras posteriores hay que destacar el Martirio de Santa Catalina de Alejandría (Santa Maria Novella, Florencia), para tal obra, Miguel Ángel le suministró ideas y diseños, que Bugiardini no aprovechó en toda su grandiosidad. Sin duda, su mejor obra de este período es la Virgen entronizada entre la Magdalena y San Juan Bautista, en la que libre en parte del influjo de Fra Bartolomeo, consigue una fluidez y una amplitud que le deben mucho a Buonarroti.

## Obras destacadas
- Historia de Tobías (c. 1500, Staatliche Museen, Berlín)
- Virgen entronizada entre San Juan Bautista y María Magdalena (1510-15, Metropolitan Museum, Nueva York)
- Virgen con el Niño (Nelson-Atkins Museum of Art).
- Virgen con niño y San Juanito (1515-18, Colección privada)
- San Sebastián (1517-20)
- Virgen con niño y San Juanito (1518-20, Indianapolis Museum of Art)
- Madonna della Palma (1520, Uffizi, Florencia).
- Retrato de Michelangelo Buonarroti a la edad de 47 años (1522, Musée du Louvre, París)
- San Juan Bautista (1523-25, Pinacoteca Nazionale, Bolonia)
- Retrato de noble boloñés con cuello de pieles (1523-25, The Walters Arts Museum, Maryland)
- Virgen con el Niño y San Juanito (Galleria Sabauda, Turín).
- Retrato de muchacha (1525, National Gallery of Art, Washington)
- Virgen con niño y San Juanito (1525, Pinacoteca Nacional de Bolonia)
- Retrato de Leonardo de' Ginori (1528, National Gallery of Art, Washington)
- Esponsales místicos de Santa Catalina con San Antonio de Padua y San Juanito (1530, Pinacoteca Nazionale, Bolonia)
- La Suora (1506-1510, Uffizi, Florencia). Este retrato femenino fue antiguamente atribuido a Leonardo da Vinci. La atribución a Bugiardini no es universal: también se le adjudica a Mariotto Albertinelli y Ridolfo Ghirlandaio.
- Virgen de la Leche (Museo de San Salvi, Florencia)
- Virgen con niño y San Juanito (Galleria dell' Accademia, Florencia)
- Rapto de Dina (1531, Kunsthistorisches Museum, Viena)
- Martirio de Santa Catalina de Alejandría (1530-40, Santa Maria Novella, Florencia). Esta obra está basada en diseños de Michelangelo.

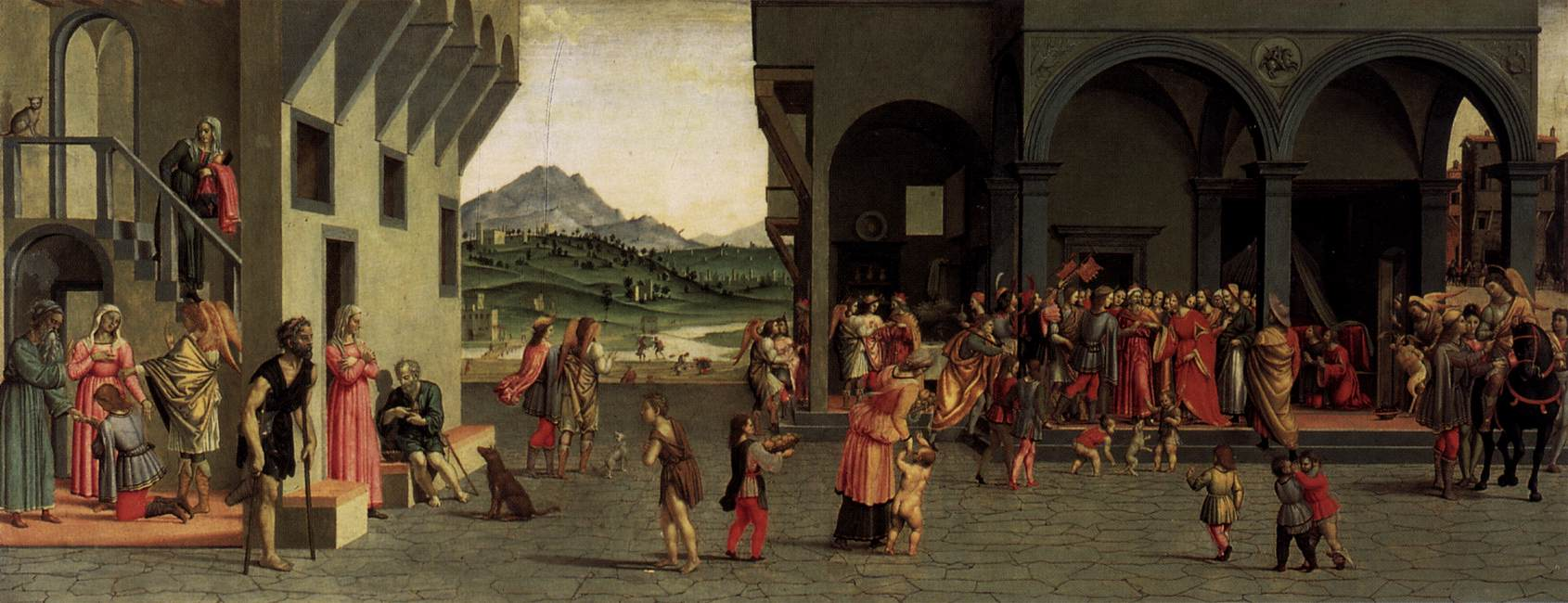

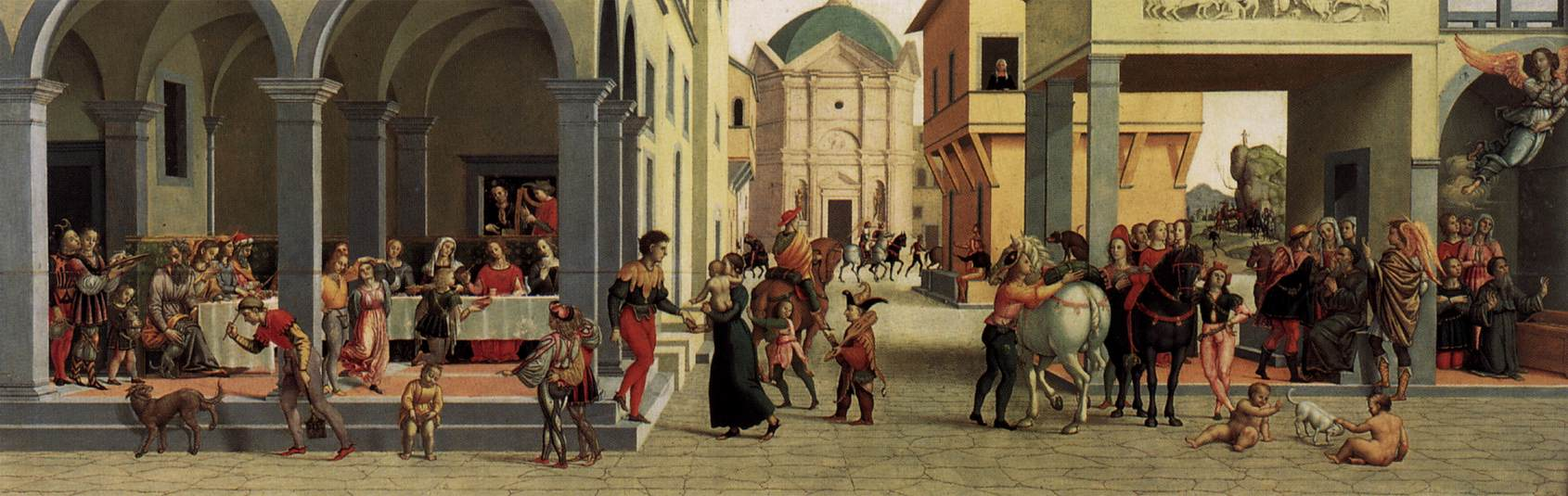
Historia de Tobías, Staatliche Museen, Berlín.